# Shudra

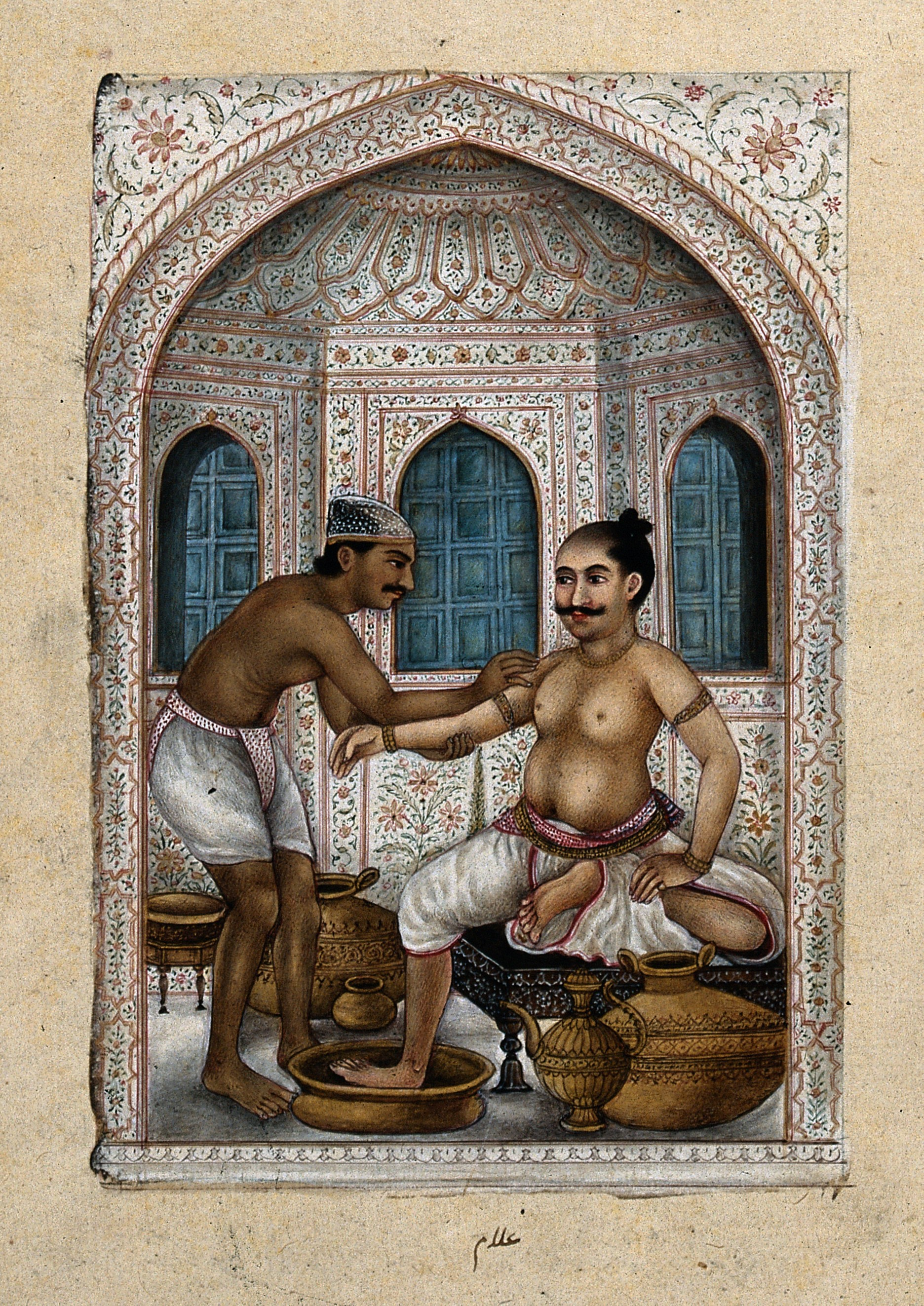
Shudras uppgift var att vara arbetare och tjänare åt de högre klasserna, här som massör i ett badhus

Shudra eller Sudra (sanskrit: (Shūdra) är enligt det hinduiska varnasystemet den lägsta av de fyra klasserna i den indiska samhällssordning som praktiserats sedan forntiden. De antas härstamma från den befolkning som redan fanns i landet när folk med indoeuropeiska språk vandrade in från nordväst.
I motsättning till de högre klasserna är shudras av tradition uteslutna från viktiga delar av det religiösa livet och har inte rätt att genomgå den rit som initierar till studium av de heliga skrifterna (veda). Tidiga lagtexter, till exempel Dharmasutras (c:a 600–100 f.Kr.), visar att shudras var närmast rättslösa i det dåtida indiska samhället, och den som dödade en shudra fick endast ett symboliskt straff.
I det tidiga indiska samhället var shudras uppgift att utföra endast de arbeten som ansågs ovärdiga medlemmarna i de högre klasserna, som lantarbetare, grovarbetare av olika slag och tjänare i hemmen. Även idag är majoriteten av  shudras kroppsarbetare. I de tamil-talande delarna av sydindien är huvuddelen av dagens befolkning av traditionell shudraklass, vilket innebär att shudras där kan finnas på alla nivåer i det nutida samhället.